# Giuseppe Cantafio
Giuseppe Cantafio (Gimigliano, 1920 – regione di Brumbulliment, 8 aprile 1941) è stato un militare italiano insignito della medaglia d'oro al valor militare alla memoria nel corso della seconda guerra mondiale.

## Biografia
Nacque a Gimigliano, provincia di Catanzaro, nel 1920, figlio di Pietro e Donata Caveria. 
Orfano di padre, decorato al valor militare, morto nella guerra italo-etiopica, veniva chiamato a prestare servizio militare di leva nel Regio Esercito il 20 marzo 1940 assegnato al 35º Reggimento fanteria "Pistoia". Trasferito al 3º Reggimento fanteria "Piemonte" mobilitato, dal giugno successivo partecipò alle operazioni di guerra sul fronte occidentale. Assegnato al 208º Reggimento fanteria della 48ª Divisione fanteria "Taro" il 28 ottobre, un mese dopo partì con il reggimento per l'Albania. Cadde in combattimento l'8 aprile 1941, a quota 1143 della regione di Brumbulliment, e venne insignito della medaglia d'oro al valor militare alla memoria.